# سر سه‌پایه

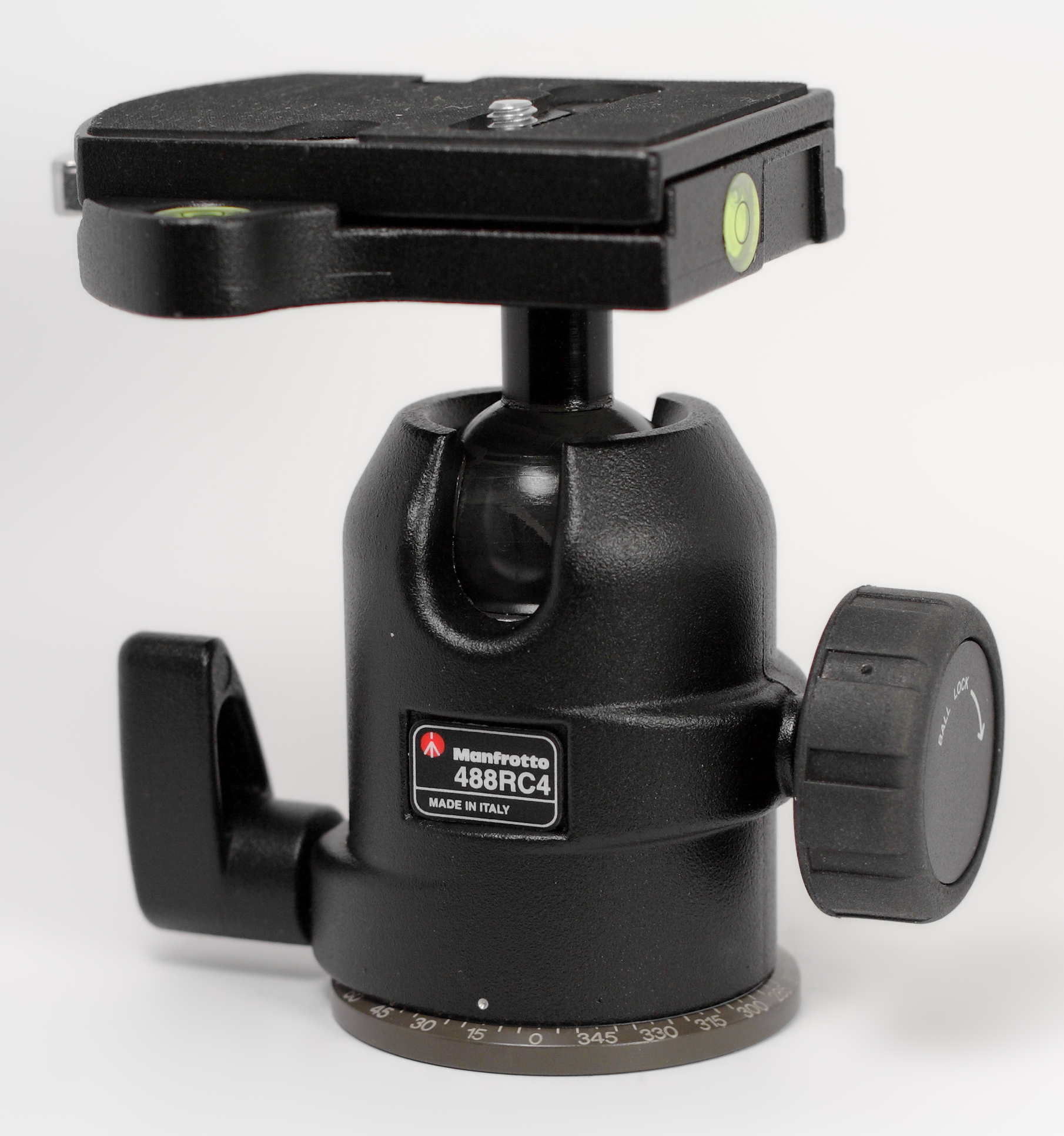
سر پایهٔ گوی‌دار (Ball Head)

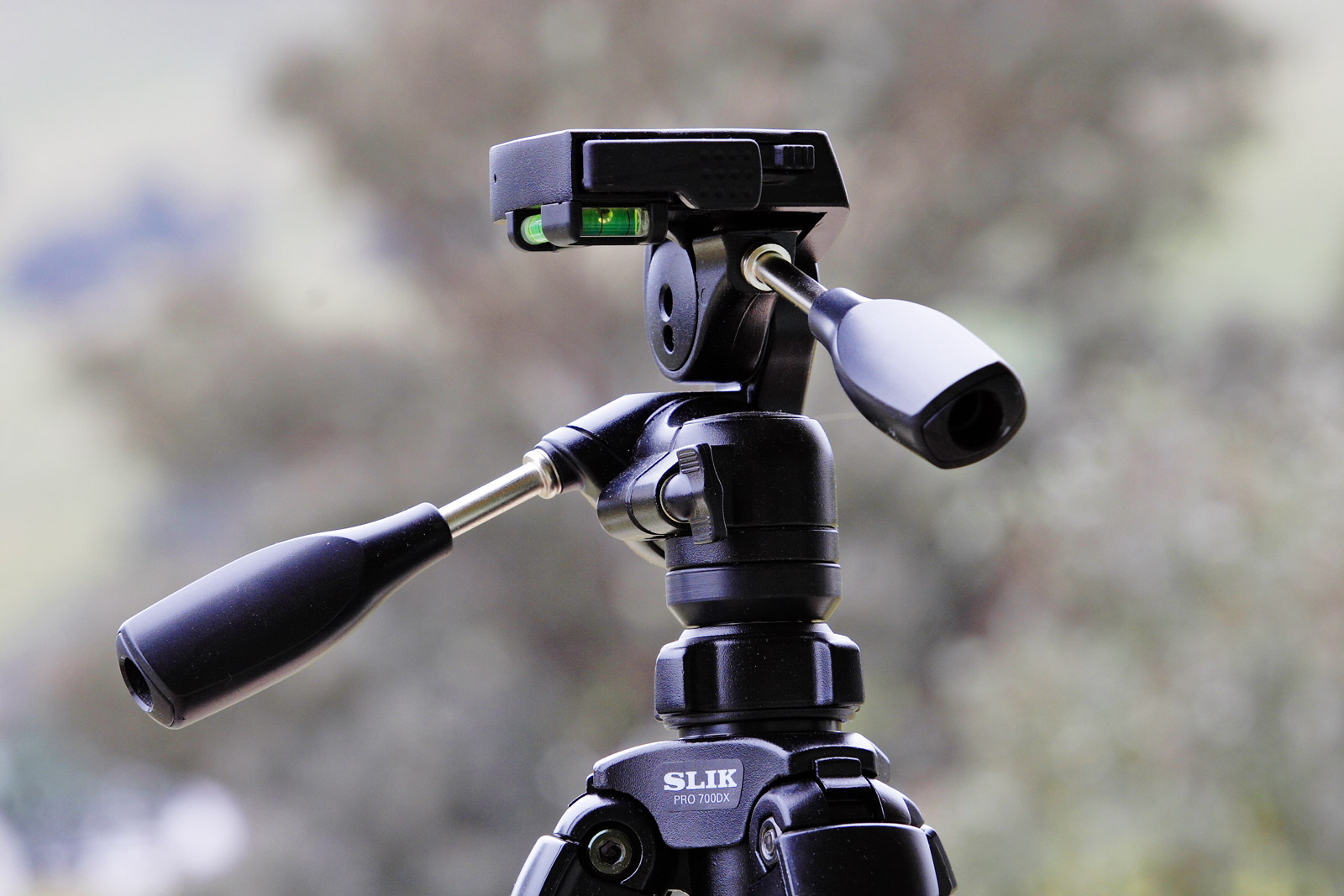
سر پایهٔ بدون گوی

سرپایه قطعه‌ای است که به عنوان رابط بین دوربین عکاسی و سه‌پایه یا تک‌پایه بکار می‌رود؛ به این ترتیب که از طریق صفحه‌ای، به زیر دوربین عکاسی پیچ می‌شود و با کمک یک گیره به سه‌پایه یا تک‌پایه متصل می‌شود. سرپایه‌ها به دو گونهٔ سرپایهٔ گوی‌دار (Ball Head) و سرپایهٔ بدون گوی تقسیم می‌شوند.
سر پایهٔ گوی‌دار، برای تنظیم موقعیت از یک گوی استفاده می‌کند و معمولاً فقط یک گیره دارد که چرخش گوی را قفل می‌کند. وقتی گوی آزاد باشد، می‌توان دوربین را در همهٔ جهت‌ها چرخاند.
'سر پایهٔ بدون گوی، برای هرکدام از سه زاویهٔ عمودی، افقی و چرخش، سه گیرهٔ مجزا دارد؛ به‌این ترتیب که برای تغییر یکی از زوایا، باید گیره‌اش را آزاد کرد و در این حالت دو زاویهٔ دیگر تغییر نمی‌کنند.